# José Luís Santos da Visitação
José Luís Santos da Visitação (født 23. marts 1979) er en tidligere brasiliansk fodboldspiller.